# Ocotea standleyi
Ocotea standleyi är en lagerväxtart som beskrevs av C. K. Allen. Ocotea standleyi ingår i släktet Ocotea och familjen lagerväxter. Inga underarter finns listade i Catalogue of Life.